# Šestajovice u Jaroměře
Šestajovice (deutsch Schestowitz) ist eine Gemeinde in Tschechien. Sie liegt 7 km östlich von Jaroměř und gehört zum Okres Náchod.

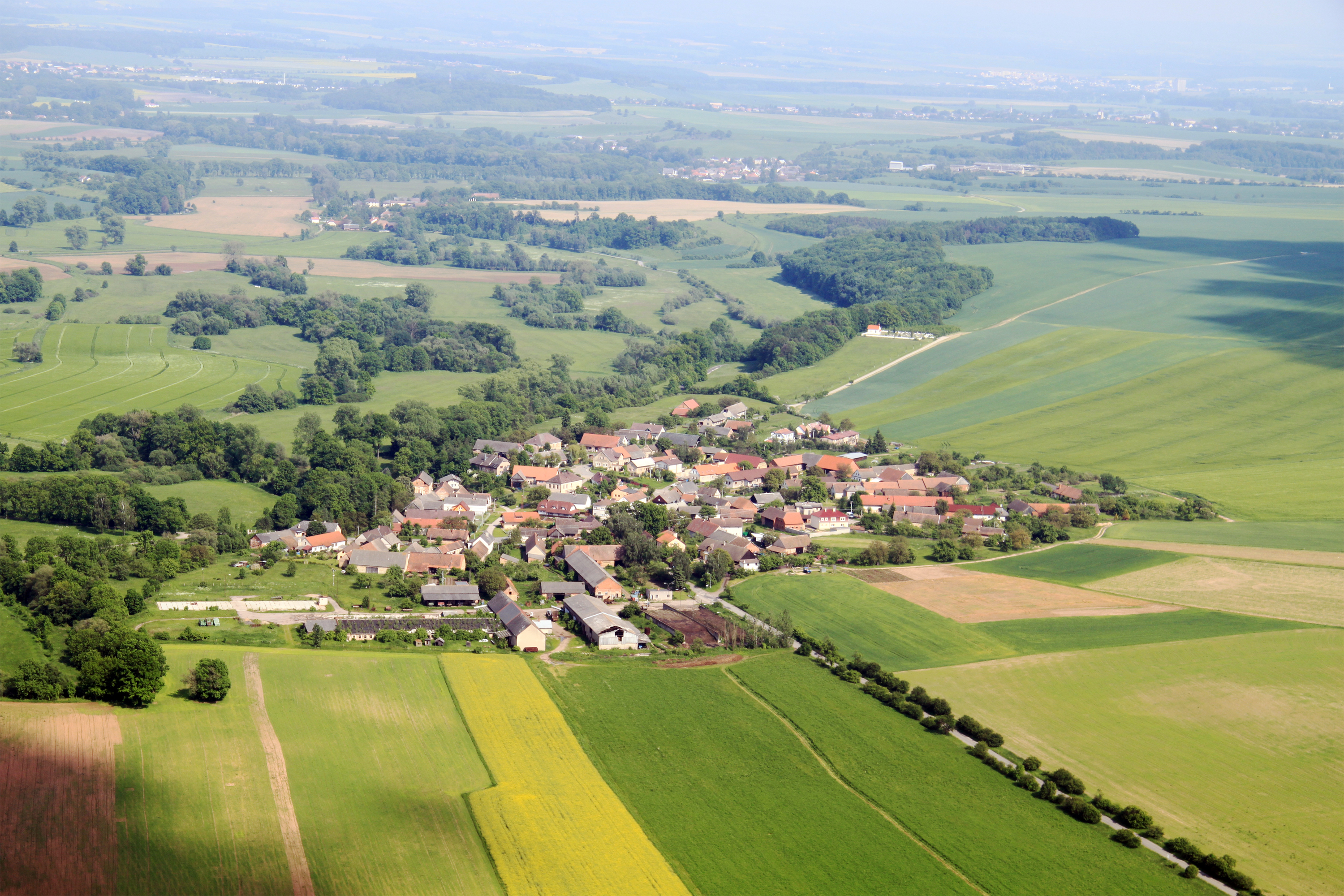
Luftbild

## Geographie
Šestajovice befindet sich linksseitig der Metuje (Mettau) in deren Flussebene unterhalb der Einmündung des Rozkoš. Südöstlich liegt das Naturschutzgebiet Šestajovická stráň.
Nachbarorte sind Volovka im Norden, Vinice und Veselice im Nordosten, Roztoky im Osten, Slavětín nad Metují im Südosten, Rohenice und Jasenná im Süden, Kopeček und Starý Ples im Westen sowie Rychnovek und Zvole im Nordwesten.

## Geschichte
Šestajovice wurde im Jahre 1450 erstmals urkundlich erwähnt.
Nach der Aufhebung der Patrimonialherrschaften bildete Šestajovice/Schestowitz ab 1850 eine Gemeinde im Bezirk Dvůr Králové nad Labem.
Zu Beginn des 20. Jahrhunderts wurde der tschechische Ortsname auch Šestovice geschrieben. In den 1930er Jahren wurde die Gemeinde zum Bezirk Jaroměř umgegliedert. Dieser wurde zum 1. Januar 1961 aufgelöst, und das Dorf kam zum Okres Náchod. Im gleichen Zuge erfolgte die Eingemeindung von Roztoky. Am 30. April 1976 wurden Šestajovice und Roztoky nach Jasenná eingemeindet. Die Gemeinde Šestajovice besteht seit dem 1. September 1990 wieder.

## Ortsteile
Die Gemeinde Šestajovice besteht aus den Ortsteilen Roztoky (Rostok) und Šestajovice (Schestowitz).

## Sehenswürdigkeiten
- Kapelle im Naturreservat Šestajovická stráň